# Венцборк
Венцборк (пол. Więcbork) — польский город Куявско-Поморского воеводства, повета сенполеньского. Город сельско-городского значения. Исторически заложен в Великой Польше. В 1975—1998 гг. Венцборк относился к воеводству быдгощскому. По данным от 31 декабря 2004 года население города составляло 5812 человек.

## История
- 1288 — первое упоминание о Венцборке
- 1383 — присвоение статуса города
- 1405 — первая запись современного названия города
- 1772—1920 — город в составе Пруссии* 1830 — в результате большого пожара город почти полностью уничтожен
- 1920 — город снова в составе Польши

В 1772—1920 гг. вся земля гмины, в том числе и г. Венцборк, отошёл к Пруссии. Во время II Мировой войны в гмине погибло более 4 тыс. жителей.

## Архитектурные памятники
- Костёл в стиле рококо, построенный в 1772—1778 гг.
- Часовня на кладбище 1778 г. на горе Св. Катажины.
- Стиль средневекового урбанизма, на площади дома XVIII—XX вв.

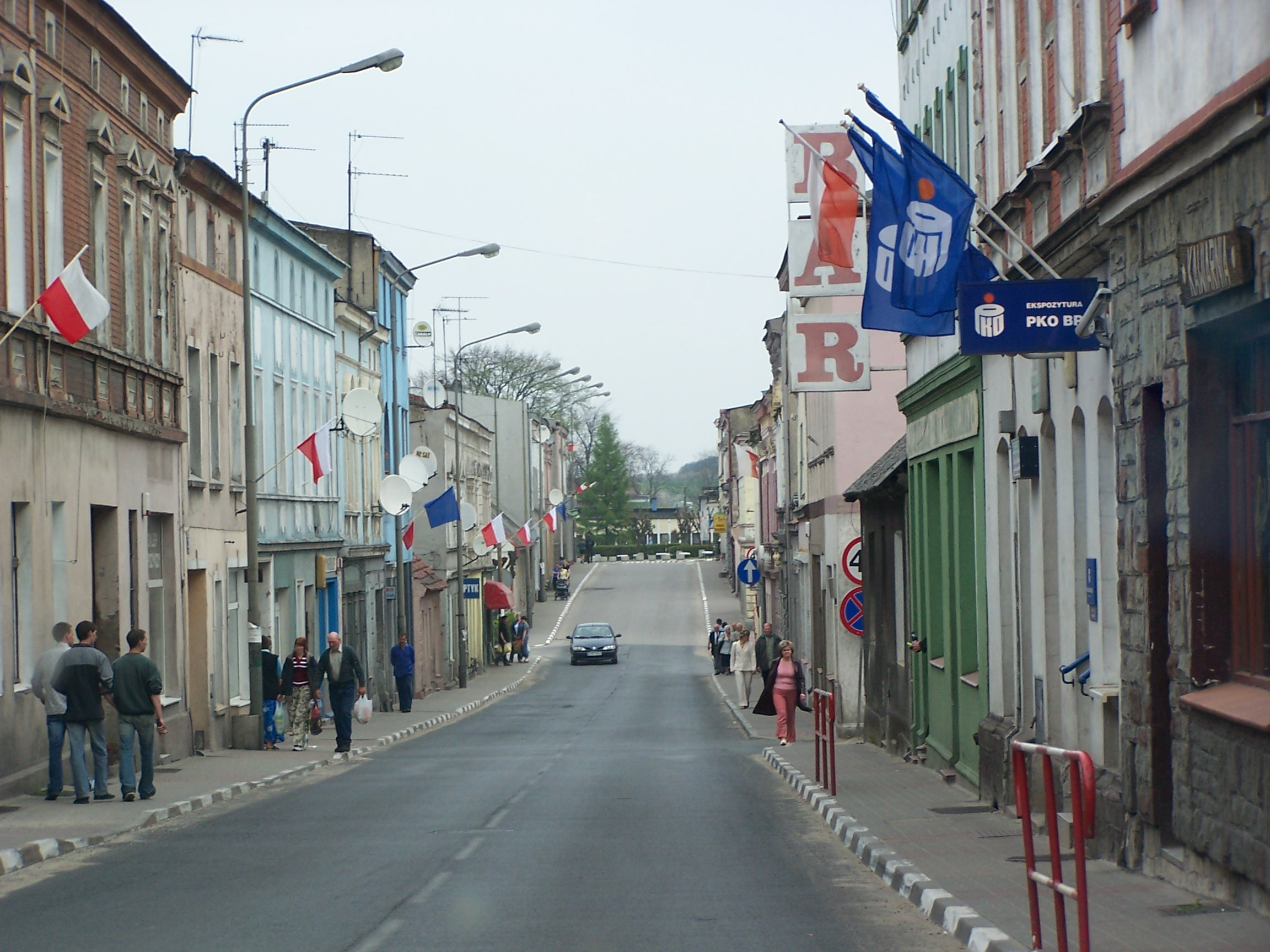
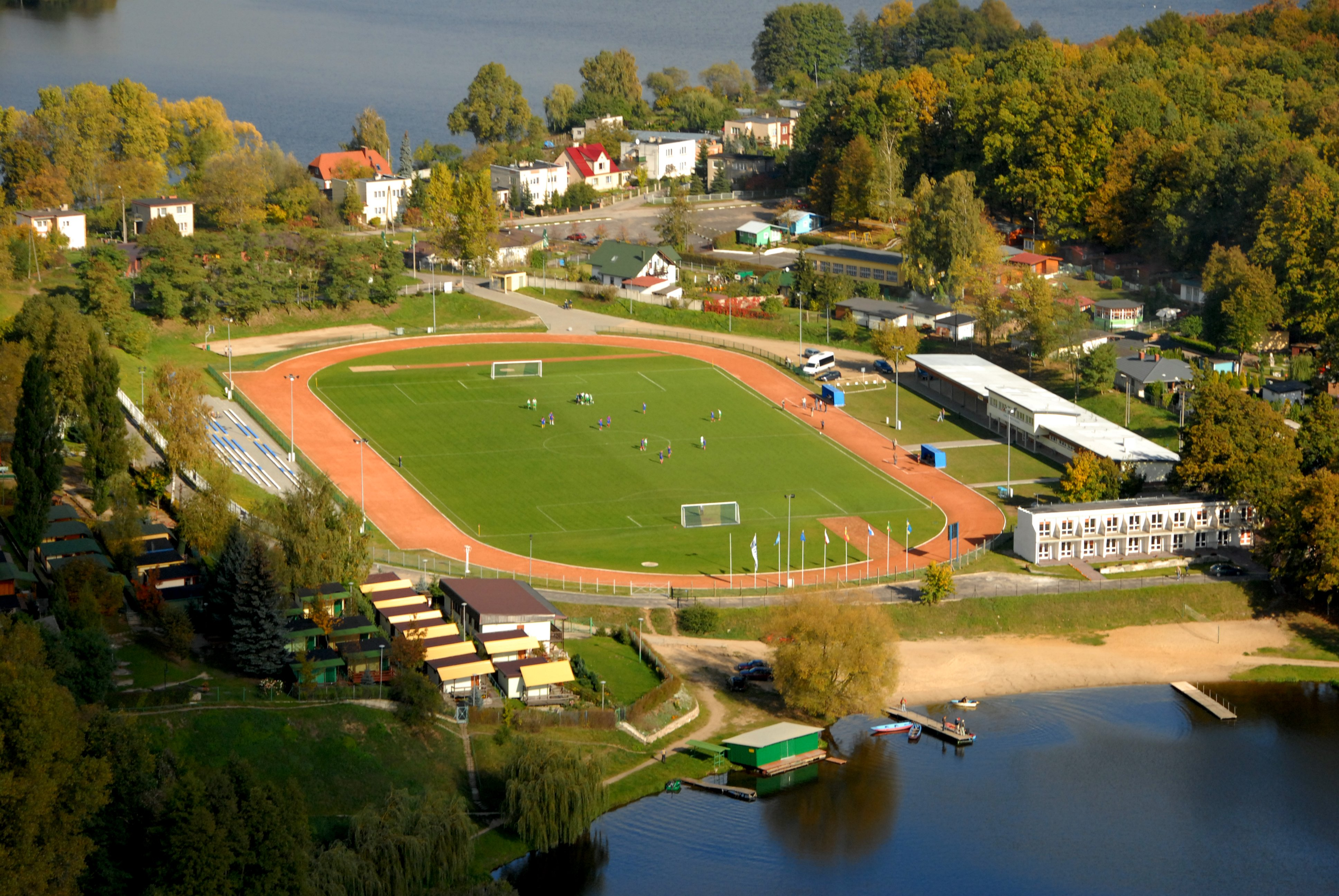
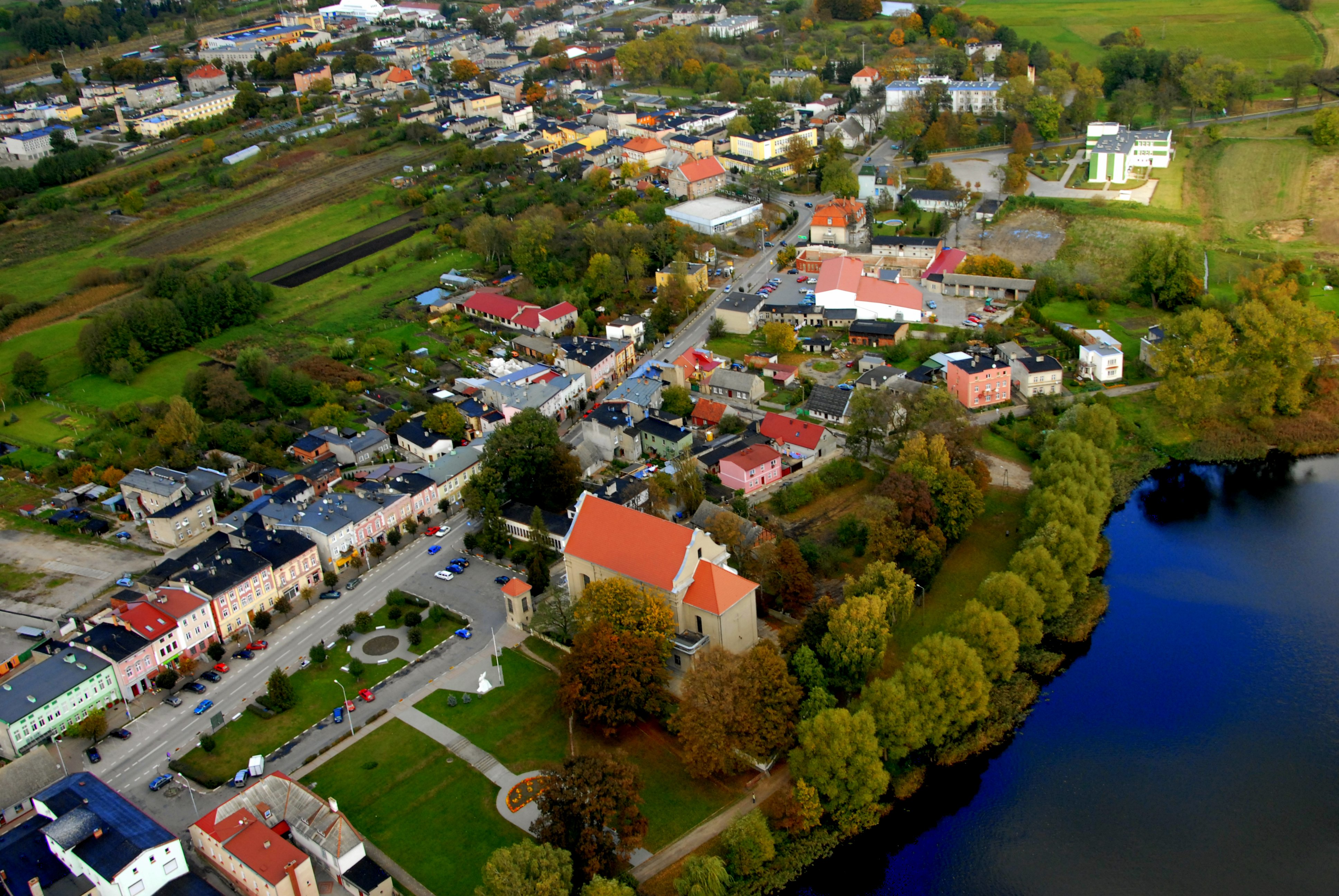

## Природа
Через территорию гмины протекает река Орла (левый приток Лобжонки). Реки территории гмины впадают в Нотець.

## Знаменитые люди
Адам Будниковски (Adam Budnikowski), ректор Главной Торговой Школы г. Варшава

## Транспорт

### Железнодорожный транспорт
Венцборк находится в 30 км от Злотова. Через Венцборк проходят две железные дороги: Свеце — Злотов и Хойнице — Олесница. Скорые поезда в Венцборке не останавливаются.

### Автобусное сообщение
Недалеко от железнодорожной станции находится автовокзал, от которого отправляются пригородные автобусы. Отсюда можно добраться до Злотова, находящегося в 30 км. От Злотова уже легко доехать до других городов: Пила, Валч или Слупск, Быдгощ и Варшава. Летом возобновляются маршруты: Венцборк — Краков, Венцборк — Ченстохова.
В Венцборке функционирует автобусное сообщение частного предприятия г. Хоинице.